# Analitica trascendentale

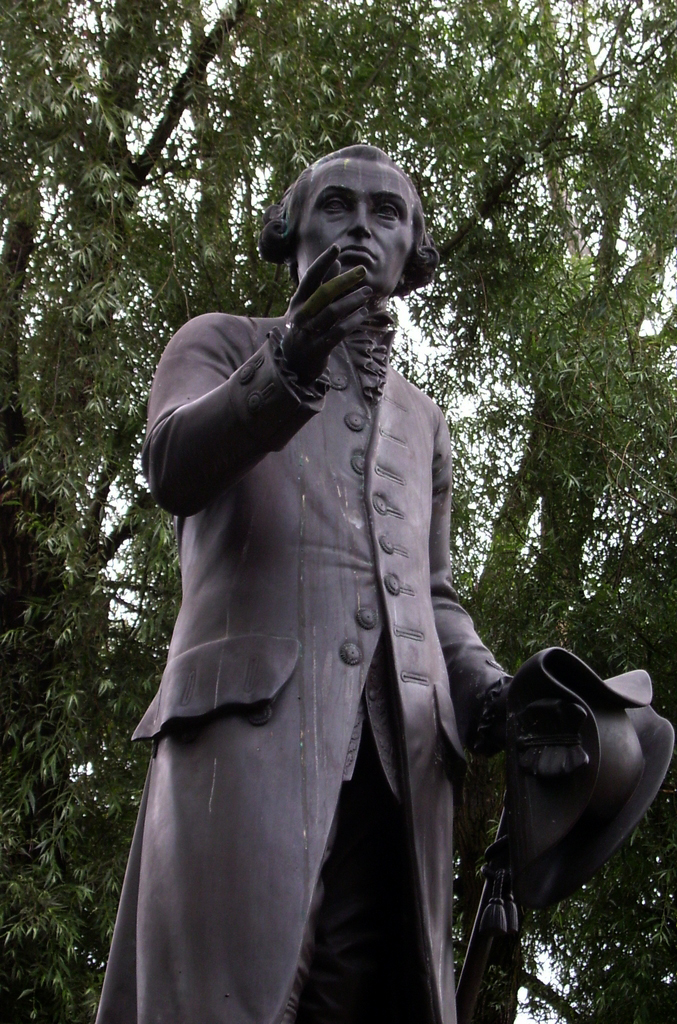
Statua di Kant a Kaliningrad

L'Analitica trascendentale è una porzione dell'opera Critica della ragion pura (1781; seconda edizione 1787), del filosofo prussiano Immanuel Kant (1724-1804). Tale porzione è a sua volta parte della Logica trascendentale, che si compone anche di una Dialettica trascendentale.
La Critica della ragion pura è così suddivisa:
- Dottrina trascendentale degli elementi
  - Estetica trascendentale
  - Logica trascendentale
    - Analitica trascendentale
    - Dialettica trascendentale
- Dottrina trascendentale del metodo

L'Analitica trascendentale è a sua volta suddivisa in una Analitica dei concetti e in una Analitica delle proposizioni fondamentali (o Analitica dei principî).

## Obiettivi e struttura
Ruolo dell'analitica trascendentale è ritrarre l'intelletto, cioè la facoltà di pensare e giudicare, e di mostrare i termini della conoscenza empirica, e cioè come gli oggetti intuiti, ma anche gli stessi spazio e tempo, diventino oggetto del pensiero. L'analitica dunque esamina la struttura dell'esperienza, ma dal lato intellettuale e concettuale, così come nell'estetica trascendentale era stato esaminato l'aspetto intuitivo dell'esperienza. Il compito appare assai più arduo che per l'estetica, sia perché il dubbio scettico humeano appare in questa sede anche più robusto, sia perché tocca all'analitica di illustrare il rapporto con la componente sensibile della conoscenza (mentre nell'estetica non si dava alcun livello di cognizione intermedio tra l'intuizione e l'oggetto).
L'analitica trascendentale è divisa in tre parti: Libro I (Analitica dei concetti), Libro II (Analitica delle proposizioni fondamentali) e un'appendice (Sull'anfibolia dei concetti di riflessione).
Nell'analitica dei concetti, Kant sostiene che esistono dodici concetti puri (che egli chiama "categorie"): essi sono a priori e stanno alla base di tutti i concetti empirici. L'indicazione della loro origine è offerta in un capitolo dedicato alla "deduzione metafisica". Resta dubbio che la loro applicazione alle intuizioni sia legittimo: per cercare di superare questo dubbio, Kant imbastisce anche una "deduzione trascendentale". Qui Kant illustra quella che egli chiama "appercezione", indicata come condizione fondamentale di ogni cognizione. Questa nozione viene indicata da Kant con diversi nomi: "appercezione trascendentale", "l'originale e necessaria coscienza dell'identità del sé", l'"appercezione pura", l'"appercezione originale", l'"unità trascendentale della coscienza di sé" o, ancora, l'"unità trascendentale dell'appercezione".
Nel primo capitolo dell'analitica delle proposizioni fondamentali, Kant illustra la nozione di "schematismo", sostenendo che le categorie devono essere adattate perché siano applicabili alle intuizioni. Segue poi un Sistema dei principi dell'intelletto puro, diviso in quattro parti, dedicate rispettivamente agli assiomi dell'intuizione, alle anticipazioni della percezione, alla analogie dell'esperienza, ai postulati del pensiero empirico. Particolarmente importante è la parte dedicata alle analogie, scritta soprattutto in polemica con David Hume. Nella sezione sui postulati Kant inserisce (nella seconda edizione) una Confutazione dell'idealismo, tesa a rimarcare le contraddizioni dello scetticismo. Relativamente estraneo al tema centrale dell'analitica è infine un capitolo sulla distinzione tra fenomeno e noumeno. Chiude l'analitica l'appendice sull'anfibolia.

## Difficoltà interpretative
L'analitica trascendentale è una delle porzioni più difficili da interpretare di tutta la prima Critica. Nel testo sembrano esserci sovrapposizioni nella trattazione dei problemi e di certi punti è difficile dire se rappresentino passaggi consecutivi in direzione di una data soluzione o piuttosto rielaborazioni di risultati già ottenuti. Neppure è chiaro fino a che punto deduzione metafisica e deduzione trascendentale siano distinguibili o entrambe necessarie o se la trattazione dello schematismo sia davvero essenziale alla trattazione o, ancora, se la confutazione dell'idealismo aggiunga davvero qualcosa alle deduzioni o alla parte sulle analogie dell'esperienza. Resta quindi materia di dibattito tra gli studiosi in che punto esattamente Kant senta di aver illustrato a sufficienza il rapporto tra intelletto e sfera dell'empirico. La sostanza dei problemi interpretativi dell'analitica era stata spiegata, agli inizi del Novecento, all'interno della cosiddetta patchwork theory, portata avanti in particolare da Benno Erdmann, Erich Adickes, Hans Vaihinger e da Norman Kemp Smith, secondo cui la prima Critica sarebbe il risultato testuale della collazione di fogli sparsi (lose Blätter), porzioni redatte in momenti assai distanti della vita e dello sviluppo del pensiero di Kant, tanto da contenere anche elementi pre-critici (un approccio, peraltro, non più tanto in voga).
Risulta poi problematico fissare adeguatamente il rapporto tra gli obbiettivi dell'analitica e l'adesione kantiana all'idealismo trascendentale. La spiegazione più ovvia è che Kant intendesse puntellare ulteriormente la posizione idealista trascendentale, stavolta dal lato dell'attività dell'intelletto (dopo aver analizzato la capacità di intuire nell'estetica), sostenendo la verità necessaria del principio di causalità e del concetto di sostanza (nei limiti concessi dall'esperienza sensibile), per giungere poi alla determinazione dell'idealità trascendentale degli oggetti, sulla scorta del loro adeguamento ai modi umani della conoscenza (la cosiddetta "rivoluzione copernicana" di Kant). Questa spiegazione non è pero adeguatamente supportata testualmente, dato che ai concetti puri Kant non sembra attribuire lo stesso statuto che egli ha assicurato (in rapporto alla soggettività della conoscenza) alle intuizioni pure di spazio e tempo nell'estetica. Kant sembra infatti intendere le categorie come concetti fondamentali in opera nell'esperienza degli oggetti in generale (non degli oggetti in quanto conformi al nostro modo di conoscerli). Non è quindi chiaro in che termini gli oggetti non sarebbero intrinsecamente caratterizzati da questi concetti (ad esempio, dal rapporto tra causa ed effetto).

## Analitica dei concetti
L'analitica dei concetti è "la scomposizione di tutta quanta la nostra conoscenza a priori negli elementi della conoscenza pura dell'intelletto". Questa conoscenza intellettuale andrà esposta secondo un'"idea di totalità" (Idee des Ganzen), in una "connessione sistematica" (una Zusammenhang in einem System, per la quale Kant è debitore a Wolff). Per mezzo di questa idea del tutto sarà possibile per Kant organizzare i concetti a priori (che Kant chiama categorie) in una "tavola" (Tafel) che li raccolga con completezza. Tale completezza non potrà però consistere nell'aggregare elementi cui non si possa aggiungere nulla dopo faticosa ricerca. La connessione sistematica delle categorie illustrate dovrà piuttosto essere assicurata da una regola, un principio, una "guida" o "filo conduttore" (Leitfaden). Tale guida è rappresentata dalla funzione unificatrice connessa all'attività di giudizio. Un ritratto completo dell'attività intellettuale consisterà dunque nella ricostruzione di un diagramma (o tavola) contenente, scrivono Burnham e Young, "tutti i tipi fondamentali o puri di funzione o giudizio dell'intelletto, cioè tutti i modi fondamentali in cui un atto mentale può determinare unità".
L'analitica dei concetti è dunque divisa in due capitoli, il primo dedicato alla "deduzione metafisica", il secondo alla "deduzione trascendentale". Una "deduzione metafisica" dovrà mostrare l'origine dei concetti puri, mentre la dimostrazione dei termini della loro validità oggettiva dovrà avvenire attraverso una "deduzione trascendentale". Deduzione (Deduktion), come nota Dieter Henrich, è termine che Kant ricava dal linguaggio giuridico, dove indicava un'argomentazione tesa a legittimare la rivendicazione di un diritto di proprietà. Scrive infatti Kant:
In effetti, nel primo capitolo l'espressione "deduzione metafisica" è del tutto assente: solo al paragrafo 26, quasi al termine del capitolo sulla deduzione trascendentale, Kant chiarisce che il primo capitolo riguarda la deduzione metafisica.
Il capitolo dedicato alla deduzione metafisica si intitola Della guida per scoprire tutti i concetti puri dell'intelletto ed è diviso in tre sezioni, intitolate Sull'uso logico in generale dell'intelletto, Sulla funzione logica dell'intelletto nei giudizi e Sui concetti puri dell'intelletto, o categorie. Si parte, dunque, da un esame generale dell'intelletto, per poi considerare le funzioni logiche in opera quando formuliamo giudizi (e qui Kant offre una tavola dei giudizi tipo); nell'ultima sezione, è presentata una tavola delle categorie dell'intelletto puro. "Il discorso", osserva Marcucci, "si svolge quindi su piani diversi – logico e trascendentale", che vanno tenuti distinti.

### La deduzione metafisica
Kant tratta la deduzione metafisica nel capitolo intitolato Della guida per scoprire tutti i concetti puri dell'intelletto.
La deduzione metafisica mira ad enumerare i concetti che fungono da condizione della conoscenza. Kant muove dai giudizi, postulando che l'attività dell'intelletto si serva di concetti sostanzialmente per operare giudizi. A questo scopo, Kant provvede a fornire una tavola delle forme fondamentali di giudizio (operanti nella sfera della logica generale) per poi passare ai concetti puri (o categorie), intesi come rappresentazioni non prive di contenuto. Da un punto di vista logico, la funzione dei giudizi è di ridurre a unità il molteplice. Nella formulazione di un giudizio opera sempre una funzione di unità.
All'inizio del capitolo, Kant rimarca ancora le differenze tra sensibilità e intelletto:
L'intuizione è quindi uno stato che affetta il soggetto e rinvia alla sensibilità intesa come capacità. L'intelletto è invece una facoltà che, esprimendo spontaneità, opera una funzione.
I concetti sono usati solo per operare giudizi: essi sono "predicati di giudizi possibili". Mentre l'intuizione si rapporta immediatamente all'oggetto, il concetto è riferito o ad un'intuizione o ad un altro concetto, ma all'oggetto solo mediatamente. In tal senso, osserva Kant, "il giudizio è la conoscenza mediata di un oggetto, e perciò la rappresentazione di una rappresentazione del medesimo". In un giudizio è sempre presente un concetto, che si riferisce ad una pluralità di rappresentazioni e, tra queste ultime, deve sempre esservi una rappresentazione che si riferisca immediatamente all'oggetto. Gli oggetti sono rappresentati mediatamente dal concetto. Ne consegue ciò: "Tutti i giudizi sono [...] funzioni dell'unità (Functionen der Einheit) tra le nostre rappresentazioni [...]". Tutta l'attività intellettuale è insomma riconducibile a giudizi e l'intelletto è la facoltà di giudicare.
L'uso generale dell'intelletto consiste quindi nel giudicare. I concetti dovranno essere tratti dai giudizi e, in particolare, dalle "funzioni dell'unità nei giudizi". Con ciò Kant si allontana dalla tradizionale concezione che vedeva il pensiero come presupposto logico del giudizio. Il ruolo dei concetti è quello di pensare un certo oggetto x come qualcosa del tipo Y. Ciò equivale al giudizio 'x è Y', in cui il predicato Y è unito al soggetto x. Già nell'opera La falsa sottigliezza delle quattro figure sillogistiche, del 1762, Kant aveva parlato di "un errore essenziale della logica così come viene comunemente trattata, e cioè che in essa si tratta dei concetti distinti e completi prima dei giudizi e dei sillogismi, benché i primi siano possibili soltanto mediante questi secondi". Anche se questo testo parla della logica generale e non della logica trascendentale, il rapporto di quasi identificazione tra giudizio e concetto vale anche nella seconda ed è anzi centrale per giustificare la deduzione metafisica. Scrive Kant:

#### La tavola dei giudizi
Kant offre a questo punto (paragrafo 9) una tavola di dodici funzioni (giudizi tipo), divise in quattro gruppi di tre "momenti" (Momenten). La tavola è ottenuta facendo "astrazione da ogni contenuto di un giudizio in generale". Stando a Kant, la tavola che egli offre "sembra discostarsi in alcuni punti – che non sono tuttavia essenziali – dall'usuale tecnica dei logici". La tavola dei giudizi è così composta:
| Tavola dei giudizi | Tavola dei giudizi |
| Quantità | Qualità |
| --- | --- |
| - Universali (Tutti gli uomini sono mortali) - Particolari (Alcuni filosofi sono greci) - Singolari (Socrate è greco) | - Affermativi (L'anima è mortale) - Negativi (L'anima non è mortale) - Infiniti (L'anima è non-mortale)                                                         |
| Relazione | Modalità |
| - Categorici (Esiste una giustizia perfetta) - Ipotetici (Se sussiste una perfetta giustizia, allora chi persiste nel male è punito) - Disgiuntivi (Il mondo sussiste o per un cieco caso o per necessità interna o per una causa esterna) | - Problematici (Se sussiste una perfetta giustizia...) - Assertori (Esiste una giustizia perfetta) - Apodittici (Esiste necessariamente una giustizia perfetta) |

Quantità, qualità, relazione e modalità sono dette da Kant "titoli" (Titel). Di queste funzioni dell'unità nei giudizi, ciascuna offre un diverso genere di unità. Per esempio, le rappresentazioni 'corpo' e 'divisibilità' possono essere unite in modi diversi: nel giudizio categorico "questo corpo è divisibile" o nel giudizio ipotetico "se qualcosa è un corpo, esso è divisibile". Ogni giudizio è caratterizzato da un solo momento di ciascun titolo (attraverso una permutazione). Così, ad esempio, un giudizio può essere universale, affermativo, categorico e assertorio ("tutti i corvi sono neri") o singolare, negativo, disgiuntivo e problematico ("quell'animale potrebbe non essere né una lepre né un coniglio").
Nei giudizi, un concetto, come predicato, è una asserzione posta in relazione a certi oggetti sotto una certa condizione (espressa dal soggetto). I giudizi universali sono quelli in cui la condizione di oggettività non ammette eccezioni ("Ogni a è b"). Nei giudizi particolari sono ammesse eccezioni ("Qualche a è b"). Un'asserzione può essere associata ad una condizione di oggettività (giudizi affermativi: "Qualche a è b") o meno (giudizi negativi: "Qualche a non è b"). Dalla combinazione di quantità e qualità dei giudizi derivano i tipi aristotelici di giudizio: universale affermativo, particolare affermativo, universale negativo, particolare negativo.
Quanto al titolo della relazione, tre sono le relazioni possibili della condizione di oggettività ad un'asserzione: soggetto-predicato, antecedente-conseguente, tutto-membri. Ciascuna relazione è rappresentata da uno specifico "esponente" (o "operatore"). I tre esponenti delle tre relazioni possibili sono rispettivamente è (giudizi categorici), se... allora (giudizi ipotetici) e o... o... (giudizi disgiuntivi). Come scrive Kant:
Un giudizio, strutturato come sia quanto a quantità, qualità e relazione, può poi essere considerato secondo vari gradi di forza (cioè quanto alla modalità), dal giudizio meramente possibile (problematico) a quello vero (assertorio) fino a quello necessario (apodittico). Ad esempio, in un giudizio ipotetico, l'antecedente p è dato come problematico ("se p, allora..."). Lo stesso nei giudizi disgiuntivi ("o a o b"). Ma p, in altri giudizi, può apparire come vero o come necessario. Non esistono esponenti specifici per la modalità. Scrive Kant al proposito:
La modalità, quindi, ha per Kant valore soggettivo (dunque epistemico e non ontologico).
Giudizi singolari (iudicia singularia) e giudizi infiniti (iudicia infinita) sono distinti da Kant solo in rapporto alla logica trascendentale (non dunque alla logica generale); essi sono tipi speciali di giudizio e hanno un rilievo nella logica trascendentale perché essa "considera il giudizio anche secondo il valore o contenuto di questa affermazione logica [...] ed esamina quale guadagno essa procuri riguardo alla conoscenza complessiva".
Nel contesto della logica generale, i giudizi singolari possono essere trattati alla stregua dei giudizi universali (iudicia communia), in quanto negli uni e negli altri il predicato è applicato senza eccezioni al soggetto. Dal punto di vista della logica trascendentale, però, i giudizi singolari sono apparentabili piuttosto ai giudizi particolari, in quanto il soggetto considerato è un individuo.
Quanto ai giudizi infiniti (del tipo L'anima è non-mortale), differiscono dai giudizi negativi in quanto, nel caso ad esempio, collocano positivamente (almeno in termini di forma logica) l'anima nell'ambito infinito degli esseri che non muoiono. Nel giudizio negativo (L'anima non è mortale), il riferimento del predicato al soggetto resta indeterminato, in quanto del soggetto non si dice effettivamente nulla. I giudizi infiniti hanno dunque una relazione tanto con i giudizi affermativi quanto con i giudizi negativi.
La tavola dei giudizi è relativa alla logica generale ed è per questo che essa non può offrire più che una guida (Leitfaden) all'individuazione delle categorie. Per tale ultimo scopo, sarà necessario considerare come le categorie acquistino contenuto. Tale contenuto deriva esclusivamente dal ruolo che le categorie hanno nell'organizzazione dell'intuizione pura. Per individuare le categorie sarà insomma necessario individuare quali concetti corrispondano alle funzioni logiche dei giudizi e, del pari, abbiano un ruolo nell'organizzazione dell'intuizione pura.

#### La tavola delle categorie
Le categorie sono un elemento centrale non solo di tutta la logica trascendentale, ma di tutte le opere critiche kantiane. Così Kant le definisce:
Kant, seguendo Aristotele, chiama "categorie" i concetti puri per rimarcare il fatto che tali concetti sono considerati in relazione all'intuizione (e quindi ad un contenuto). Il riferimento alla denominazione aristotelica rinvia alla nozione di un concetto massimamente generale, che non deriva cioè da un concetto più generale.
Sul piano della logica generale, i tipi fondamentali di giudizio si sono mostrati come funzioni dell'unità delle rappresentazioni. Nel giudizio, infatti, una rappresentazione sovraordinata finisce per comprendere la rappresentazione immediata (intuizione) accanto ad altre rappresentazioni, in modo che conoscenze disparate "vengono [...] raccolte in una sola".
Ciò che distingue la logica generale dalla logica trascendentale risiede nella natura dell'intelletto, che è una facoltà della conoscenza (e quindi necessita di un contenuto). Al livello della logica generale, il giudizio è fondato dalle sue dodici funzioni logiche tipo (che concernono solo l'accordo formale della conoscenza con sé stessa): esse rappresentano soltanto funzioni di unità sul piano del puro pensiero, in quanto la logica generale astrae dal contenuto e prescinde dalla diversità degli oggetti pensati. L'intelletto si serve delle stesse funzioni logiche del giudizio per operare però sintesi del molteplice spazio-temporale. L'unificazione meramente logica ha natura analitica; l'unificazione operata dall'intelletto ha invece natura sintetica. Alle stesse forme del giudizio corrispondono, in sede di logica trascendentale, altrettanti concetti puri applicabili a priori agli oggetti sensibili. In altre parole, ad ogni funzione pura del giudizio dovrà corrispondere un concetto puro che dia conto di come applicare quella funzione agli oggetti puri (cioè la forma di un oggetto in un giudizio). La tavola dei giudizi ha quindi la funzione di guida o chiave (Leitfaden) per stilare una tavola dei concetti puri. L'ottenimento di questa tavola delle categorie dalla tavola dei giudizi è la deduzione metafisica delle categorie (espressione che però ricorre solo al paragrafo 26 della Dottrina trascendentale degli elementi).
Il rapporto tra l'unità analitica nelle forme del giudizio e l'unità sintetica nei concetti puri, con il passaggio dalla tavola dei giudizi alla tavola delle categorie, è uno degli aspetti più contorti e discussi di tutta l'opera. Il punto in cui Kant cerca di illustrare questo passaggio è controverso e ampiamente discusso dagli studiosi. Esso recita:
Guyer parafrasa il passaggio in questi termini: "i modi generali in cui l'intelletto deve concepire le intuizioni come oggetti dei propri giudizi sono determinati dai modi in cui l'intelletto struttura i giudizi stessi".
Mentre la tavola dei giudizi aveva offerto una raccolta completa delle forme logiche di giudizio (la cui natura è essenzialmente logico-sintattica), con la tavola delle categorie Kant intende mostrare che questa sintattica generale ha anche un uso semantico. È in questo senso che Kant dice che "l'intelletto [...] introduce [...] un contenuto trascendentale", che è appunto il portato delle categorie. Forme logiche di giudizio e categorie rappresentano dunque un unico set di concetti, differenziabili secondo l'uso (sintattico o semantico). Come nota Allison, ripreso da Buroker, è lo stesso Kant a sottolinearlo:
La conoscenza umana, dunque, ha sempre la forma di un giudizio. I giudizi prendono forma dalla permutazione di specifiche funzioni logiche. I giudizi con un ruolo semantico (con dunque un oggetto) presuppongono che il concetto dell'oggetto abbia una specifica struttura: così, ad esempio, i giudizi che prevedano la struttura soggetto-predicato presuppongono che il soggetto sia una substantia.
Le categorie sono dunque concetti puri dell'intelletto nel suo uso reale (semantico). Questo uso reale rinvia alla sensibilità e ha quindi una componente sensibile, che Kant chiama "schema". Nell'analitica dei principi, Kant dedicherà allo "schematismo trascendentale" maggiori spiegazioni, indicando nello schema un criterio di applicazione delle categorie ai dati dell'intuizione. La struttura della conoscenza è tale in modo necessario, ma solo relativamente, cioè solo per l'essere umano (l'esperienza di altri esseri potrebbe avere altre forme). Che il nostro pensiero funzioni così non è spiegabile. Scrive Kant:
Ecco la tavola delle categorie (Tafel der Kategorien) come viene presentata nella Critica della ragion pura.
| Tavola delle categorie | Tavola delle categorie                                                           |
| Della quantità | Della qualità                                                                    |
| --- | -------------------------------------------------------------------------------- |
| - Unità - Pluralità - Totalità | - Realtà - Negazione - Limitazione                                               |
| Della relazione | Della modalità                                                                   |
| - dell'Inerenza e sussistenza (substantia et accidens) - della Causalità e dipendenza (causa ed effetto) - della Comunanza (azione reciproca tra l'agente e il paziente) | - Possibilità – impossibilità - Esistenza – non essere - Necessità – contingenza |

I contenuti della tavola, osserva Kant, possono essere divisi in due parti: le categorie dei primi due titoli appartengono alla classe delle categorie matematiche, relative agli oggetti dell'intuizione; le categorie dei secondi due titoli appartengono alla classe delle categorie dinamiche, relative all'esistenza di tali oggetti (o in rapporto reciproco o in rapporto all'intelletto).

### La deduzione trascendentale

#### Problemi e riscrittura della deduzione trascendentale
Il secondo capitolo dell'analitica dei concetti si intitola Sulla deduzione dei concetti puri dell'intelletto ed è dedicato alla deduzione trascendentale. Nella prima edizione, il capitolo era diviso in tre sezioni. La sezione seconda e terza della prima edizione verranno completamente riscritte da Kant per la seconda edizione, in cui figurerà solo una seconda sezione, divisa nei paragrafi §§15-27. Nella seconda edizione, il capitolo è quindi diviso in sole due sezioni. La prima sezione si intitola Sui principi di una deduzione trascendentale in generale e contiene il paragrafo §13, di carattere introduttivo, e il paragrafo §14, intitolato Passaggio alla deduzione trascendentale delle categorie. La seconda sezione si intitola Deduzione trascendentale dei concetti puri dell'intelletto (§§15-27).
Nella prefazione alla prima edizione, Kant aveva scritto:
La deduzione trascendentale, come scrive Kant nella prefazione ai Primi principi metafisici della scienza della natura (1786), "doveva rappresentare la parte più chiara di tutta la Critica" e invece è risultata "la più oscura", persino viziata, secondo alcuni critici contemporanei, da circolarità della dimostrazione. Ecco i motivi della riscrittura di questo capitolo, uno dei più importanti dell'intera opera. Il dibattito intorno a cosa Kant intendesse provare (e come) sorse già tra i suoi contemporanei e non si è mai interrotto da allora. Si può quindi ragionevolmente sostenere che i due tentativi di deduzione trascendentale non siano andati a buon fine.
Già le dichiarazioni programmatiche di Kant risultano poco chiare. Nella prefazione alla prima edizione aveva scritto:
Si può a questo punto distinguere una "deduzione oggettiva" (essenziale agli scopi di Kant) e una "deduzione soggettiva" (inessenziale). Quando però Kant passa (nella prima edizione) a trattare della deduzione trascendentale, questa distinzione non viene presentata esplicitamente. Peraltro, la trattazione sembra concentrarsi sulle facoltà conoscitive da cui dipendono diverse essenziali operazioni di sintesi e quindi sulla deduzione soggettiva piuttosto che su quella oggettiva. Questa distinzione verrà del tutto abbandonata nella seconda edizione. Spicca poi il fatto che nella prima edizione della deduzione trascendentale non venga fatta menzione alcuna dei giudizi, dopo che da essi, con la deduzione metafisica, Kant aveva ricavato le categorie. Analogamente, nel testo della prima edizione non risulta alcuna esplicita connessione tra i giudizi e l'appercezione trascendentale. Il tentativo di risolvere questo aspetto nella seconda edizione condurrà ad una concezione più tormentata del giudizio ed un resoconto della sua connessione con l'appercezione che sembra minare il presupposto della primalità dell'appercezione.

#### Principi di una deduzione trascendentale
Il problema di fondo che la deduzione trascendentale prova a risolvere è quello della legittimità dell'uso delle categorie, in quanto condizioni soggettive del pensiero, e quindi della loro applicabilità ad oggetti di esperienza. Le apparenze, insomma, potrebbero non trovarsi in accordo con quelle condizioni. Il problema è dunque quello della validità oggettiva delle categorie.
Il quid facti dell'uso dei concetti puri sembra a Kant provato dalla deduzione metafisica. La legittimità di quest'uso (il quid iuris) appare più impegnativo e la deduzione metafisica non può bastare, in quanto il mero possesso delle categorie non porta ad alcuna conoscenza. Quanto ai concetti empirici, relativi all'uso in concreto dell'intelletto, quid facti e quid iuris si equivalgono e nessuna deduzione appare necessaria, "poiché abbiamo sempre a disposizione l'esperienza, per dimostrare la loro realtà oggettiva".
Nel §13, Kant, dopo aver attestato l'uso di concetti empirici (come la fortuna o il destino), il cui quid iuris non viene generalmente posto, distingue tra deduzione trascendentale e deduzione empirica. Kant attesta che "tra gli svariati concetti, che costituiscono l'assai commisto tessuto della conoscenza umana, se ne danno alcuni, che sono destinati altresì all'uso puro a priori", asserendo che per tali concetti puri una deduzione è invece necessaria. La deduzione di tali concetti non potrà essere empirica, consistente cioè in prove tratte dall'esperienza. La deduzione empirica riguarda semplicemente il factum del possesso di un certo concetto, tratto quindi dalla riflessione sull'esperienza. Una deduzione trascendentale si pone invece l'obbiettivo di fondare la legittimità di tale possesso e quindi l'applicabilità di tali concetti puri agli oggetti. Kant ritiene di aver già offerto la realtà di due generi di concetti puri: da un lato, i concetti di spazio e tempo, e, dall'altro, le categorie. Tentare una deduzione empirica di questo genere di concetti sarebbe vano. David Hume aveva tentato la deduzione empirica di diverse idee della metafisica che suscitavano in lui sospetto. Anche a Hume l'esercizio era sembrato vano e ne aveva dedotto che queste idee della metafisica (tra cui l'idea di causa) non fossero applicabili alle cose (non avessero cioè validità oggettiva). Anche secondo Hume al fondo di una teoria dell'esperienza deve stare un'analisi del modo in cui gli stati mentali vengono ordinati. A suo parere, il principio di ordinamento delle percezioni (che egli chiama associazione) è negli stessi elementi offerti dalla sensibilità. L'intero repertorio mentale deriva dalle percezioni: si tratta delle impressioni e delle idee (versioni meno vivide delle prime). Il soggetto rappresenta appena una collezione di percezioni. In Kant, invece, l'ordinamento delle rappresentazioni consiste in processi di sintesi, cioè di unificazione di diverse rappresentazioni in rappresentazioni più complesse e articolate, che sole rappresentano reali contenuti di conoscenza. Secondo Kant, i concetti puri dell'intelletto (o "categorie") sono elementi imprescindibili delle operazioni di sintesi.
I concetti puri dell'intelletto non hanno una connessione diretta con la sensibilità. Dalla materia della conoscenza (cioè dagli elementi forniti dalla sensibilità) è possibile "seguire [...] le tracce" dei concetti più elevati e, in qualche modo, rispondere alla quaestio facti, cioè alla illustrazione semplice del fatto del possesso di concetti puri. Tale processo regressivo, il merito della cui scoperta Kant attribuisce a Locke, risulta però inadeguato per i concetti puri, essendo questi ultimi relativi alla forma della conoscenza, "derivata dalla forma interna dell'intuire puro e del pensare puro".
Kant chiarisce poi che nell'Estetica trascendentale egli ha effettuato una deduzione trascendentale dei concetti di spazio e tempo, ma che la geometria "percorre il suo sicuro cammino attraverso mere conoscenze a priori, senza che abbia bisogno di richiedere alla filosofia un'attestazione riguardante la discendenza pura e legittima del proprio concetto fondamentale di spazio". Ciò può andar bene per la geometria, le cui conoscenze hanno "evidenza immediata", fondate come sono su intuizioni pure. I concetti puri, invece, "parlano degli oggetti, non già mediante predicati dell'intuizione e della sensibilità, ma attraverso predicati del pensiero puro a priori" e "si riferiscono [...] universalmente ad oggetti, prescindendo da ogni condizione della sensibilità". La deduzione trascendentale delle intuizioni pure di spazio e tempo è costata meno fatica di quanta ne costerà la deduzione trascendentale delle categorie, poiché senza tali forme pure della sensibilità un oggetto non potrebbe essere apparenza per noi e "la sintesi in essi ha validità oggettiva. Le categorie dell'intelletto, per contro, non ci rappresentano affatto le condizioni, sotto cui possono esserci dati degli oggetti nell'intuizione; di conseguenza, possono certo apparirci degli oggetti, senza che questi debbano necessariamente riferirsi a funzioni dell'intelletto, e senza che l'intelletto contenga quindi le condizioni a priori di essi". Va comunque inteso che l'idea di dati sensoriali cui non si applichino concetti puri è una possibilità solo logica.
Resta insomma dubbio che tali "condizioni soggettive del pensiero" abbiano una validità oggettiva. Il fatto, ad esempio, che l'essere umano sintetizzi la conoscenza nei termini del principio di causalità in nulla prova che tale rappresentazione debba essere anche un contenuto delle apparenze stesse, né a tale scopo è possibile addurre prove dedotte dall'esperienza; "è quindi a priori incerto, se un tale concetto non sia forse del tutto vuoto e non ritrovi da nessuna parte un oggetto tra le apparenze. [...] In effetti, le apparenze potrebbero forse essere costituite in modo tale, che l'intelletto non le trovasse affatto conformi alle condizioni della sua unità. [...] Le apparenze offrirebbero ciò nondimeno oggetti alla nostra intuizione, poiché l'intuizione non ha in alcun modo bisogno delle funzioni del pensiero". Per contro, l'evidenza offerta dalla sola esperienza, fatta di regolarità in certe apparenze, può fondare una regola, ma non la sua necessità e universalità. L'induzione offre un genere di "universalità [puramente] comparativa, cioè una diffusa applicabilità". In altre parole, la mera regolarità può indicare che un certo fatto succede a un altro, non che sia da esso causato.
Nel §14, Kant ribadisce l'istanza dell'idealismo trascendentale ("è la rappresentazione soltanto che rende possibile l'oggetto") e torna ad estendere ai concetti puri l'ipotesi che anch'essi facciano parte di quel complesso di condizioni formali dell'esperienza. A questi fini, Kant rimarca: "La validità oggettiva delle categorie come concetti a priori si fonderà [...] sul fatto che l'esperienza (secondo la forma del pensiero) è possibile soltanto attraverso di esse". In tal senso, l'indagine condotta nel segno della deduzione trascendentale dovrà dimostrare le categorie come "condizioni a priori della possibilità dell'esperienza". Resta fermo che questo rendere possibile l'oggetto va inteso in questi termini: solo la natura degli oggetti per come ci sono dati e per come li pensiamo, e non la loro esistenza, dipende dalla rappresentazione che ce ne facciamo. Kant, insomma, rifiuta ogni fenomenismo. D'altro canto, Kant riconosce in Locke e Hume due precursori nel tentativo di operare una deduzione trascendentale, osservando però che l'assenza di un'adeguata riflessione critica ha impedito a "questi due uomini rinomati" di avere successo. Infatti, "il primo spalancò le porte alla stravaganza della fantasia (Schwärmerei), poiché la ragione, una volta che abbia dei diritti dalla sua parte, non si lascia più tenere imprigionata da vaghe raccomandazioni di moderatezza; il secondo si arrese totalmente allo scetticismo, credendo di aver una buona volta scoperto un'illusione così generale – che era stata considerata come ragione – della nostra facoltà di conoscenza". E nello stesso passaggio Kant, contro Hume, chiama emblematicamente l'intelletto "autore dell'esperienza".
Per una riuscita deduzione trascendentale, Kant dovrà dunque dimostrare che, come spazio e tempo sono condizioni trascendentali perché un oggetto possa essere intuito, le categorie sono condizioni trascendentali perché un oggetto possa essere pensato. Le categorie, come "concetti di un oggetto in generale", sono differenziazioni di un più generale concetto dell'oggetto. Scrive Kant al proposito:
Del resto, mostrare che un oggetto può essere pensato solo se vi si applicano le categorie equivale a dire che la conoscenza è limitata ad apparenze. In tal modo, la deduzione trascendentale rappresenta una riconferma dell'idealismo trascendentale.
La deduzione trascendentale fu profondamente riscritta per la seconda edizione. Come accade a molte riscritture, più che un chiarimento della prima versione essa appare come una versione alternativa, in contrasto con la precedente. I commentatori analizzano normalmente entrambe le versioni: il rapporto tra le due versioni è motivo di ampio dibattito.

#### La deduzione trascendentale nella prima edizione
Nella prefazione alla prima edizione, Kant aveva sottolineato l'importanza che la deduzione dei concetti puri dell'intelletto aveva ai suoi occhi per la determinazione delle caratteristiche dell'intelletto e dei suoi limiti d'uso. La versione dell'edizione del 1781 risultò tanto insoddisfacente da spingere Kant ad una profonda riscrittura, ma essa introduce delle nozioni importanti, in particolare la sintesi prodotta dalla capacità di immaginazione (Einbildungskraft) e l'unità trascendentale dell'appercezione. La versione della prima edizione è sviluppata in due parti:
- un'esposizione preparatoria (Avvertenza preliminare[83]), che si conclude con una Spiegazione preliminare della possibilità delle categorie in quanto conoscenze a priori[84];
- un'esposizione sistematica, contenuta nella sezione terza[85].

La versione preparatoria analizza in dettaglio le facoltà conoscitive del soggetto, muovendo dal senso, passando poi all'immaginazione e concludendo con l'appercezione. Il tema fondamentale è quello dell'unità delle rappresentazioni nel tempo, quindi della sintesi (unificazione) del molteplice temporale. L'esposizione sistematica rovescia la direzione dell'esposizione, muovendo dall'unità trascendentale dell'appercezione come fondamento della connessione di rappresentazioni complesse.
Nelle pagine che seguono all'introduzione della tavola dei giudizi, Kant aveva osservato che "la spontaneità del nostro pensiero [...] esige che questo molteplice sia dapprima in certo modo dominato (durchgegangen), raccolto (aufgenommen) e collegato (verbunden), perché si possa trarne una conoscenza. Questo atto, io lo chiamo sintesi". Il prodotto di una tal sintesi è una conoscenza "ancora rozza e confusa". È l'analisi operata dall'intelletto che riporta a concetti il molteplice dato (empiricamente o a priori). Nota poi Kant, anticipando il tema dell'immaginazione, che "la sintesi in generale [...] è l'effetto della capacità di immaginazione, di una cieca, ma indispensabile funzione dell'anima, senza la quale non avremmo assolutamente mai una conoscenza". Più specificamente, le condizioni di possibilità di ogni esperienza possono essere distinte (tanto per un uso empirico, quanto per un uso trascendentale, relativo alla sola forma) in tre tipi (descritti ora nella prima edizione della deduzione trascendentale); già nell'intuizione, infatti, viene operata una sintesi (che Kant chiama "sinossi"), mentre l'immaginazione è una facoltà intermedia tra la sinossi e l'unificazione per concetti. I tre tipi sono:
1. sinossi (sintesi dell'apprensione nell'intuizione);
2. sintesi della riproduzione nell'immaginazione;
3. unità (sintesi della ricognizione nel concetto).

Questi tre tipi di sintesi rinviano a tre "fonti originarie" (intese come "capacità o facoltà dell'anima"), che Kant chiama "senso, capacità di immaginazione e appercezione" e che corrispondono a quei verbi 'dominare' (durchgehen), 'raccogliere' (aufnehmen) e 'collegare' (verbinden) usati in precedenza. La scansione più specifica della prima edizione non sopravvive però nella seconda, a motivo dei timori di Kant di fraintendimenti e di accuse di psicologismo. Nella seconda edizione, dunque, la distinzione tra sintesi e unità è meno pronunciata.
Kant comincia con il dire che un concetto puro non può rappresentare un oggetto indipendentemente dall'intuizione. Solo l'intuizione può restituire realtà oggettiva (cioè contenuto) al concetto.
In altre parole, il contenuto di un concetto avrà sempre caratteristiche connotate secondo lo spazio e il tempo. Segue poi una considerazione fondamentale per tutta la deduzione trascendentale e cioè che, per essere conoscenza, una rappresentazione deve essere complessa.
Ritenendo questo assunto troppo ovvio per necessitare dimostrazione, Kant non approfondisce sul punto, ma lo collega (almeno implicitamente) ad un altro assunto, quello secondo cui il tempo è condizione formale di tutte le rappresentazioni.
Centrali nella prima edizione della deduzione trascendentale sono i tre tipi di sintesi del molteplice connessi alle tre fonti (senso, capacità di immaginazione, appercezione). Come osserva Paton, non si tratta di fasi distinte di un processo, ma dello stesso processo descritto in modi diversi. La deduzione è condotta sostenendo che la sinossi comprende la sintesi della riproduzione nell'immaginazione e questa, a sua volta, implica la sintesi della ricognizione nel concetto. Solo alla fine, Kant introduce l'Io penso (o "unità trascendentale dell'appercezione") come condizione dell'intero processo. Un'altra importante premessa a tutta la teoria della sintesi del molteplice è la seguente: "anche le nostre più pure intuizioni a priori non ci forniscono alcuna conoscenza, se non in quanto contengano una congiunzione del molteplice".
Le intuizioni (immediate e singolari) sono date nel tempo. Poiché tutte le rappresentazioni sono soggette alla condizione del tempo e poiché può dirsi conoscenza solo una rappresentazione che sia complessa (che sia cioè un complesso di rappresentazioni), deve sussistere un processo di unificazione del molteplice, appreso in successione temporale. La sintesi dell'apprensione nell'intuizione (o "sinossi") è questa unificazione. Di ogni complesso di dati appreso istantaneamente (cioè senza successione temporale) non si potrebbero riconoscere le parti.
La produzione spontanea di una rappresentazione che sia conoscenza (che sia cioè complessa, ma anche unificata) implica la capacità di apprendere le sue parti in successione temporale e di unificarle poi in un tutto.
Kant passa poi a spiegare il ruolo dell'immaginazione, che consiste nel riprodurre le parti discriminate nel tempo dell'oggetto appreso. Per mantenere l'unità della rappresentazione, l'immaginazione deve riprodurre (cioè richiamare) le parti apprese in precedenza. Scrive Kant:
Così parafrasa Buroker:
La riproducibilità del molteplice è condizione anche delle rappresentazioni di spazio e tempo, intesi come interi complessi.
La sintesi della ricognizione nel concetto è presentata con queste parole:
Secondo Kant, solo la coscienza può garantire unità alle riproduzioni effettuate con l'immaginazione. Senza questa unità, ogni rappresentazione si presenterebbe come nuova "ed il molteplice di essa non costituirebbe mai un tutto, poiché mancherebbe dell'unità, che soltanto la coscienza può procurargli". Quest'ultima sintesi, dunque, serve a connettere (tramite un concetto) le rappresentazioni di un singolo oggetto in quanto tali. Le cose stanno allo stesso modo per il concetto di numero. "Tale concetto", osserva Kant, "consiste unicamente nella coscienza di questa unità della sintesi". È qui richiesto l'uso dei concetti, perché riconoscere qualcosa come la stessa che si è appresa in precedenza è possibile solo in vista di una comune predicabilità. Questa comune predicabilità può consistere nel fatto che l'oggetto A e l'oggetto B sono lo stesso oggetto in tempi diversi o hanno qualche altro genere di legame concettuale (come appartenere ad una stessa specie o essere in rapporto di causa ed effetto). Senza la sintesi della ricognizione nel concetto, B sarebbe sempre una rappresentazione staccata da A, nuova: A e B non potrebbero mai rappresentare un insieme.
Il resto delle argomentazioni, che intendono condurre all'idea che l'Io penso sia coscienza dell'unità della sintesi del molteplice, sono quelle peggio organizzate dal punto di vista testuale. Il riferimento alla coscienza (Bewußtsein) non è qui ancora completamente sviluppato, ma il punto è che, sempre in riferimento al numero, non è solo importante la coscienza degli elementi del conteggio (i singoli numeri interi), ma anche la coscienza che il soggetto stesso, chi conta, permane. Inizia qui un sempre più significativo riferimento alla coscienza di sé, all'unità della coscienza. Tale unità è condizione della conoscenza, per quanto tale coscienza "[possa] spesso essere assai debole (schwach)".
Prima, alquanto disordinatamente, Kant torna a discutere della cosa in sé. Si delineano con più precisione diversi modi in cui è possibile parlare di "oggetto". Si va dall'oggetto particolare che ho davanti (questa tazzina di caffè), che mi appare in quanto è conosciuto (e non viceversa), all'oggetto "pensato soltanto come qualcosa in generale ({\displaystyle =x})". Questa {\displaystyle x} è per definizione separata da particolari condizioni d'esperienza e quindi indeterminata: risulta e deve risultare inconoscibile in quanto determinarla anche solo un po' significherebbe limitarla e confinarla nei termini di un oggetto particolare. Questa {\displaystyle x} sarà poco dopo definita da Kant "oggetto trascendentale". Scrive Kant:
Si tenga in ogni caso conto del fatto che, in tedesco, la parola oggetto è resa almeno in due modi: Gegenstand e Objekt. La prima espressione viene generalmente usata da Kant per indicare l'oggetto dell'intuizione e la seconda per indicare l'oggetto del concetto. Peraltro, quest'uso non è in Kant sempre coerente. Burnham e Young contano quattro significati fondamentali di "oggetto" nella prima Critica:
1. l'oggetto come apparenza;
2. l'oggetto di un concetto;
3. la cosa in sé;
4. l'oggetto trascendentale (o oggetto puro), come correlato dell'unità sintetica.

È particolarmente importante non confondere la cosa in sé e l'oggetto trascendentale.
Kant è a questo punto pronto ad indicare nell'appercezione trascendentale (Io penso) il fondamento dell'unità della coscienza e lo fa connettendo la necessaria unità dell'oggetto trascendentale all'unità trascendentale dell'appercezione. Quest'ultima, infatti, è la coscienza dell'atto di sintesi. L'unità dell'oggetto trascendentale non può derivarci dall'oggetto, dato che nell'estetica trascendentale è stato stabilito che le nostre rappresentazioni sono rappresentazioni di apparenze.
Kant, insomma, ritiene, come Hume, che la coscienza di sé data nell'intuizione, essendo empirica, non restituisce alcuna necessità alla coscienza dell'unità di un oggetto trascendentale (cioè di ogni oggetto in generale, compreso il sé). Le categorie contengono le regole che governano le operazioni di sintesi (unificazione) del molteplice e quindi la necessaria unità di un oggetto in generale (oggetto trascendentale). Infatti, scrive Kant:
In altre parole, poiché le categorie contengono le regole per pensare (unificare tramite giudizi) il molteplice oggettivamente (cioè come cose o stati di cose oggettivi), esse si applicano all'oggetto in generale. L'unità trascendentale dell'appercezione è infatti una coscienza meramente formale di un oggetto in generale. È la coscienza dell'unità della funzione di sintesi che restituisce l'appercezione originaria. L'atto che garantisce l'unità della presentazione di un oggetto in generale è lo stesso atto che garantisce l'unità della coscienza. Scrive Kant:
Questa unità della sintesi di tutte le apparenze in base a concetti è appunto l'oggetto trascendentale. La possibilità di un'appercezione trascendentale risiede nella conoscibilità a priori dell'oggetto trascendentale.
Nella sezione terza, intitolata Sulla relazione dell'intelletto ad oggetti in generale, e sulla possibilità di conoscere a priori questi e contenente l'esposizione sistematica, Kant riproduce la deduzione trascendentale, ma in un ordine inverso, partendo dall'io penso, in una forma simile a quella che sarà poi l'organizzazione del testo della deduzione trascendentale nella seconda edizione. Dopo aver cercato di mostrare che l'intelletto è "l'unità dell'appercezione in riferimento alla sintesi della capacità di immaginazione" e che tutte le apparenze sono "subordinate a tale intelletto" e hanno con esso una "necessaria relazione", Kant prova a ricapitolare, "cominciando dal basso, ossia da ciò che è empirico". In questi passaggi, però, egli sembra meramente ritornare sugli stessi materiali, senza offrire davvero una sensazione di progresso nel ragionamento.
L'importanza dell'immaginazione e il suo ruolo di ponte tra sensibilità e intelletto è evidente in queste pagine. Kant cerca, attraverso il riferimento alla sintesi della capacità di immaginazione, di risolvere lo stesso problema che aveva spinto Platone a mettere a punto l'argomento del terzo uomo nel Parmenide. Il ruolo di "ponte" dell'immaginazione è enfatizzato in questo passaggio:
Qualche pagina prima, Kant aveva peraltro osservato che "La capacità di immaginazione è [...] destinata a trasformare il molteplice dell'intuizione in un'immagine [...]".
Nella storia della filosofia e della psicologia a Kant precedenti, il ruolo dell'immaginazione era stato sempre sussidiario, per lo più associato al corpo e alle passioni (ad esempio da Cartesio, all'inizio della sesta delle sue Meditazioni) piuttosto che alla mente. Kant invece ritiene che essa abbia una funzione sintetica (cioè produttiva) pura a priori, pur essendo "sempre sensibile". Questa interpretazione dell'immaginazione avrà una grande influenza sulla filosofia successiva e rappresenterà il punto di partenza dell'interpretazione heideggeriana di Kant.
Il riferimento all'immaginazione si ripeterà nelle pagine sullo schematismo, all'inizio dell'Analitica delle proposizioni fondamentali.

#### La deduzione trascendentale nella seconda edizione
Rispetto alla versione della prima edizione, la deduzione trascendentale nella seconda edizione contrae i passaggi dedicati alla sintesi. La sintesi deputata alla capacità di immaginazione è rinominata "sintesi figurata" (o synthesis speciosa), mentre quella deputata all'intelletto è rinominata "sintesi intellettuale" (o synthesis intellectualis). La deduzione del 1781 è peraltro una deduzione soggettiva, in quanto prende avvio dalle caratteristiche che la facoltà conoscitiva dell'uomo deve necessariamente possedere perché abbia esperienza degli oggetti, mentre una deduzione oggettiva (qual è quella del 1787) dovrà esporre le condizioni trascendentali della conoscenza senza riferimento alle facoltà del soggetto.
Gli studiosi generalmente dividono la deduzione trascendentale della seconda edizione in una prima parte (§§15-20) e in una seconda (§§21-26). Il primo passaggio punta a dimostrare che l'intelletto umano applica necessariamente le categorie ad ogni oggetto (Objekt) di giudizio, per ogni oggetto dato in una intuizione in generale (questa è la validità oggettiva delle categorie, cioè il fatto che esse siano richieste per pensare). Il secondo passaggio punta a dimostrare invece che le categorie sono applicate necessariamente ad ogni oggetto d'esperienza (Gegenstand), secondo le forme dell'intuizione sensibile (spazio e tempo); è questa invece la realtà oggettiva delle categorie, cioè la loro applicazione al molteplice dato nell'intuizione.
Nel §15 (Sulla possibilità di una congiunzione in generale), Kant assesta un punto fondamentale della sua teoria della conoscenza: il molteplice dell'intuizione è dato senza essere unificato. È piuttosto la produzione intellettuale di rappresentazioni complesse che offre questa unificazione (o sintesi).
Peraltro, questi atti di sintesi sono sempre presupposti dall'analisi. Non si dà analisi che di ciò che è stato precedentemente sintetizzato. Kant poi rimarca che l'unità concettuale va distinta dalla categoria dell'unità, in quanto l'unità del pensiero è presupposta dall'uso delle categorie nei giudizi. Infatti, la nozione stessa di funzione logica del giudizio presuppone l'unità. Il fondamento di questa unità va dunque cercato "più in alto":
Con il §16 (Sull'unità originariamente sintetica dell'appercezione) inizia la deduzione vera e propria, con l'indicazione che quella ricerca "più in alto" deve sfociare nell'io penso.
L'espressione "io penso" non va scambiata per una sequenza di parole o una mera proposizione linguistica. Essa rappresenta piuttosto l'atto con cui mi rappresento come mia (e quindi come autocosciente) una rappresentazione. L'atto, di per sé non necessario, di accompagnare tutte le rappresentazioni corrisponde all'autocoscienza. Come scrive Buroker: "In quanto riconosco una rappresentazione come mia, me la ascrivo, e quindi devo essere cosciente di me stesso in quanto soggetto dello stato". Anche nella seconda edizione, questa autocoscienza è chiamata da Kant "unità trascendentale dell'appercezione" (o "io penso"). L'io penso non è una rappresentazione derivata. Inoltre, non ha un contenuto distinto, non contiene un molteplice. L'io penso esprime la mera identità numerica del soggetto che pensa. Scrive Kant:
Condizione per il riconoscimento dell'identità dell'io davanti alle rappresentazioni è l'effettuazione di sintesi di rappresentazioni complesse. È in questo senso che Kant dice che l'io penso "contiene una sintesi":
In altre parole, l'unità e identità dell'io penso ha significato solo in contrasto con la varietà dell'esperienza. Peraltro, questa stessa varietà, se non è compatibile con la possibilità di essere unita, è in diretta contraddizione con l'unità della sintesi e quindi concorre alla costituzione dell'appercezione solo in quanto è concettualizzabile. La sintesi del molteplice come processo dà al soggetto coscienza di sé e dello stesso molteplice in quanto tale.
Il §16 si conclude con l'affermazione che l'appercezione, al pari dei concetti, ha un'unità analitica e un'unità sintetica. L'unità analitica di un concetto è l'unità che il concetto offre alle rappresentazioni in quanto nota communis. Le rappresentazioni così unite mantengono però pur sempre qualcosa di differente. Ad esempio, il concetto di gatto unisce diverse rappresentazioni di diversi gatti, ma astrae da ciò che distingue questi gatti. Per rappresentarmi però l'oggetto complesso (completo cioè della nota communis e di altre rappresentazioni), devo prima rappresentarmi l'unità dell'oggetto complesso. Scrive Kant:
L'unità sintetica del concetto è più rilevante dell'unità analitica, in quanto è presupposta da quest'ultima. Ora, anche l'io penso ha un'unità analitica e un'unità sintetica secondo le stesse caratteristiche. L'io penso che accompagna tutte le rappresentazioni funziona analogamente alla nota communis. Oltre all'unità analitica che adduce, in quanto astratta dal contenuto, essa però adduce anche un'unità sintetica, in quanto la sintesi di rappresentazioni è necessaria all'autocoscienza.
Nel §17 (La proposizione fondamentale dell'unità sintetica dell'appercezione è il principio supremo di ogni uso dell'intelletto), Kant stabilisce quello che Allison ha chiamato la "tesi della reciprocità", secondo la quale ogni istanza dell'io penso comporta la rappresentazione di un oggetto o di uno stato di cose e, reciprocamente, ogniqualvolta il soggetto si rappresenta un oggetto, congiunge rappresentazioni nell'unità sintetica dell'appercezione. Questo atto, come verrà chiarito nel §19, è il giudizio. In altre parole, l'unificazione di un molteplice attraverso un concetto offre validità oggettiva a quel molteplice in quanto lo rende un oggetto pensabile. Il puro molteplice non è dunque un oggetto, non può essere pensato e non rappresenta dunque conoscenza.
Nel §18 (Che cosa sia l'unità oggettiva dell'autocoscienza), Kant distingue tra un'unità delle rappresentazioni che sia soltanto soggettiva e una che sia oggettiva. Mentre quest'ultima è l'unità nel pensiero di un oggetto, la prima non è che "una determinazione del senso interno"; essa è insomma l'unità in quanto prodotto di una mera associazione tra rappresentazioni, quella che Hume aveva accostato al principio di congiunzione costante. Una tale connessione non è concettuale e non rappresenta un oggetto. L'unità trascendentale dell'appercezione non è dunque solo un'unità soggettiva, ma piuttosto oggettiva. Un oggetto è dunque il molteplice concettualizzato. L'unità trascendentale dell'appercezione è un'unità oggettiva in due sensi: a) perché determina la propria unità analitica solo attraverso l'unità sintetica del molteplice che essa opera; b) perché l'unità sintetica del molteplice offre alle rappresentazioni un riferimento agli oggetti.
Nel §19 (La forma logica di tutti i giudizi consiste nell'unità oggettiva dell'appercezione dei concetti in essi contenuti), Kant sostiene che rappresentarsi un oggetto è in sostanza giudicare. A questo proposito, egli si dichiara insoddisfatto della tradizionale definizione di giudizio offerta dai logici ("rappresentazione di un rapporto tra due concetti"), adatta al più ai giudizi categorici (mentre, ad esempio, i giudizi ipotetici e disgiuntivi mettono in rapporto altri giudizi). Per quanto esistano certamente giudizi empirici, di natura contingente, essi hanno comunque un'unità oggettiva, in quanto si riferiscono a oggetti o a stati di cose, e possono essere veri o falsi. Nel §19, l'unità oggettiva dell'autocoscienza è posta in relazione con l'unità oggettiva del giudizio: le condizioni dell'autocoscienza equivalgono alle condizioni della sintesi del molteplice (o concettualizzazione dell'oggetto). Se, nel provare a sollevare un corpo e nell'esperirne il peso, attribuisco al corpo e al peso una relazione di mera associazione, non avrò che una sequenza di rappresentazioni; la formazione del giudizio "questo corpo è pesante" o persino "ogni corpo è pesante" connette le due rappresentazioni nell'oggetto: è questo il ruolo della copula è. Scrive infatti Kant: "un giudizio non è altro se non il modo di portare conoscenze date all'unità oggettiva dell'appercezione". Non tutti i giudizi oggettivi sono però universali e necessari: un giudizio può certo essere empirico e contingente. Anche un giudizio empirico e contingente deve incorporare quei principi di determinazione oggettiva delle rappresentazioni che soli offrono conoscenza e ciò al pari dei giudizi di tipo scientifico.
Nel §20 (Tutte le intuizioni sensibili sono soggette alle categorie, come alle sole condizioni, sotto cui il molteplice di tali intuizioni possa raccogliersi in un'unica coscienza), Kant mette in relazione giudizi e categorie, osservando che il molteplice dato in un'intuizione è determinato in relazione ad una delle funzioni logiche del giudizio e che le categorie sono queste stesse funzioni logiche del giudizio applicate al molteplice di un'intuizione. In altre parole, le categorie sono quelle stesse funzioni logiche del giudizio nel loro uso reale. In questa sezione, Kant porta a compimento la dimostrazione avviata con §15; egli vi afferma infatti:
Riprendendo quanto detto nella deduzione metafisica, risulta che ogni molteplice portato ad unità è determinato rispetto ad una delle funzioni logiche del giudicare. Le categorie sono appunto quelle funzioni logiche in quanto determinano l'intuizione pura. Quindi, il molteplice di una data intuizione è soggetto alle categorie, che sono dunque necessariamente valide in relazione ad ogni molteplice dato.
Nella prima parte della deduzione trascendentale della seconda edizione (§§15-20), Kant ha cercato di dimostrare che un intelletto discorsivo deve usare le categorie, quale che sia il modo in cui il soggetto intuisce. Nella seconda parte, egli cerca invece di dimostrare la necessità delle categorie in rapporto alle forme dell'intuizione umana (spazio e tempo). In altre parole, il testo in §§15-20 ha stabilito che le categorie si applicano ad un contenuto intuitivo sintetizzato (unito), ma resta in piedi la possibilità che l'intuizione così costituita non sia compatibile con le categorie. Il §20 si conclude con uno dei passaggi più diversamente interpretati: in particolare, l'interpretazione di Dieter Henrich, che vide una restrizione posta alla conclusione, fu contestata da Henry Allison:
Secondo Henrich, i paragrafi §§15-20 stabiliscono che le intuizioni sono subordinate alle categorie "in quanto" (so fern) posseggono già unità: grande importanza è attribuita al fatto che quell'Einer sia maiuscolo nel testo, indicando quindi "unità" (Einheit), quindi "una sola", piuttosto che mera singolarità ("una"), come nella traduzione di Kemp Smith. Secondo Henrich, Kant discute questa restrizione in §21, quando descrive i paragrafi §§15-20 come l'"inizio" di una deduzione trascendentale delle categorie, sostenendo:
Sarà poi nel §26, sostiene ancora Henrich, che Kant supererà questa restrizione, chiarendo che le categorie sono valide a priori per qualsiasi oggetto d'esperienza.
Allison contesta questa interpretazione, facendo notare che il testo di §§15-20 tratta semmai della relazione tra le categorie e il molteplice di un'intuizione in generale e quindi ha un'applicazione più ampia, non più ristretta, senza contare il fatto che l'applicabilità delle categorie sarebbe nulla se dovesse essere limitata ad un molteplice che possedesse unità indipendentemente da esse. Del resto, non essendo disponibile un manoscritto, non è possibile sapere se l'uso di quella maiuscola corrispondesse ad una precisa volontà dell'autore. Neppure esistevano ai tempi delle convenzioni ortografiche o tipografiche così precise da giustificare specifiche inferenze su questo aspetto. Henrich avrà comunque poi modo di chiarire la propria posizione, enfatizzando quanto osservato da Kant nella nota 1 al §21.
Va peraltro detto che quando Kant scrive che il molteplice "è determinato riguardo ad una delle funzioni logiche di giudicare" cade in errore. I tre tipi di concetto puro, sotto i titoli di quantità, qualità e relazione, con i loro tre momenti, sono interdipendenti e vengono regolati da una permutazione.
I §§24-25 trattano il paradosso dell'autorappresentazione dell'io, che risulta inessenziale alla deduzione, sviluppata di nuovo già nel §25 e poi nei seguenti, fino al §26, che completa la seconda parte della deduzione. In questa seconda parte, Kant, nel tentativo di giustificare l'applicazione delle categorie agli oggetti intuiti, torna a illustrare il ruolo del tempo, che è la forma secondo cui intuiamo le nostre rappresentazioni. Alla sintesi figurativa è deputata l'immaginazione, che è "la facoltà di rappresentare un oggetto, anche senza la sua presenza, nell'intuizione". L'immaginazione qui rileva perché ad essa tocca il compito di garantire l'unificazione del molteplice in rappresentazioni disposte in un unico tempo (risultato dell'estetica trascendentale è stato infatti che spazio e tempo sono degli interi, a prescindere dal fatto che, in una data rappresentazione, vengano considerate solo alcune loro regioni o porzioni). La considerazione del tempo come forma del senso interno serve a connettere l'intuizione (considerata formalmente) all'io penso. In questo contesto, l'immaginazione è caratterizzata in forme anche contraddittorie (come qualcosa di appartenente alla sensibilità, anche se poi la sua sintesi è indicata come effetto dell'intelletto sulla sensibilità), quando forse è più appropriatamente da intendere come un potere separato, che operi una mediazione tra sensibilità e intelletto. Ad ogni modo, la sintesi che in generale va ascritta all'intelletto, nel caso degli esseri umani va applicata alla sensibilità (è in questo senso che essa si chiama "sintesi trascendentale dell'immaginazione"). Ciò perché il molteplice dell'intuizione per gli esseri umani è disposto nel tempo. La coscienza della sua unità comporta per l'essere umano la riproduzione delle precedenti intuizioni (che è appunto il compito dell'immaginazione). Riassumendo, la sintesi intellettuale operata per mezzo delle categorie è in linea generale appannaggio dell'intelletto, ma per l'essere umano in particolare è necessaria l'opera di mediazione dell'immaginazione (cioè la riproduzione delle intuizioni date nel tempo). L'immaginazione, in quanto esercizio di spontaneità, determina il molteplice, non è determinata da esso. È in questo senso che Kant indica l'immaginazione come "un effetto, che l'intelletto produce sulla sensibilità". Secondo Guyer, il passaggio dall'intelletto all'immaginazione non rinvia alla considerazione di due facoltà distinte, quanto al diverso tipo di descrizione, una astratta, l'altra concreta.
Nel §26, Kant precisa che "Tempo e spazio [...] sono rappresentazioni a priori, non soltanto come forme dell'intuizione sensibile, ma come intuizioni (che contengono un molteplice) essi stessi, e quindi con la determinazione dell'unità di questo molteplice che si trova in essi". In generale, la sintesi di un molteplice empirico è subordinato alle stesse regole dell'unificazione operata dalla sintesi figurativa. È peraltro la sintesi operata dall'intelletto sul molteplice offerto dalla sensibilità che permette le rappresentazioni di spazio e tempo come unici.
In questa seconda parte della deduzione trascendentale, Kant ha distinto tre tipi di sintesi: egli ha mosso dalla sintesi intellettuale di un oggetto in generale, per poi passare all'unità espressa dall'intuizione formale di spazio e tempo, fino alla sintesi dell'apprensione, cioè l'unificazione del molteplice esperito nello spazio e nel tempo.